# Jorge Vignati
Jorge Vignati Ojeda (Cusco, 11 de mayo de 1940 - Lima, 8 de marzo de 2017) fue un director de fotografía, camarógrafo y realizador peruano. Participó en más de 80 películas y colaboró con directores como Werner Herzog, Dennis Hopper, Pino Solanas, Jorge Sanjinés y Dino De Laurentis. Con Herzog participó en varios documentales, entre ellos como asistente de dirección en Fitzcarraldo.

## Filmografía

### Documentales
- Era Pre Cerámica (1964)
- Dios cóndor / Apu Kuntur (1968), cinematografía[5]
- Danzante de tijeras (1972), dirección[6]
- Ballad of the Little Soldier (1982), cinematografía
- Radio Belén (1983), cinematografía

### Ficción
- El enemigo principal (1973), cinematografía
- Fitzcarraldo (1982), asistente de dirección
- El viento del ayahuasca (1983), cinematografía
- Gasherbrum, la montaña luminosa (1985), cámara
- El viaje (1992), productor ejecutivo

## Premios y reconocimientos
- Reconocimiento Especial Chirapaq por su trayectoria y aporte a los pueblos indígenas de Latinoamérica (2012)
- Homenaje en el 16 Festival de Cine de Lima (2012)[3]
- Personalidad Meritoria de la Cultura (Ministerio de Cultura, 2013)[7]
- Mención honrosa en el Festival de Milán (Italia) por el documental Danzante de tijeras (1974)[8]
- Premio a la mejor Fotografía por el documental Puente de Ichu en el Primer Festival Latinoamericano de Cine de Pueblos Indígenas México (1985)[3]
- Premio a la mejor Fotografía por el documental Mineros en el 29 Festival Internacional de Cine de San Francisco (1986)
- Premio a la mejor Fotografía por los documentales Sinfonía y Martín Chambi en el III Festival de Cine de la Asociación de Cineastas del Perú Lima (1988)